# محمد شرف‌الدین
محمد شرف‌الدین (انگلیسی: Mohamed Sharaf El-Din؛ زادهٔ ۲۳ دسامبر ۱۹۷۴) بازیکن هندبال اهل مصر بود.